# Thomas Richards
Thomas John Henry (Tom) Richards (Upper Cwmbran, 15 maart 1910 - Londen, 19 januari 1985) was een Britse atleet, afkomstig uit Wales, die zich met name op de marathon had toegelegd.

## Loopbaan
Richards, verpleger van beroep, vertegenwoordigde Groot-Brittannië op de Olympische Spelen van 1948 in Londen op de marathon, waar hij een zilveren medaille won achter de Argentijn Delfo Cabrera (goud) en voor de Belg Etienne Gailly (brons). Met zijn 38 jaar was hij een van de oudste medaillewinnaars aller tijden op de olympische marathon.
Zijn relatief hoge leeftijd belette Richards niet, om ook na Londen door te gaan. Zo kwam hij in 1950 in actie op de marathon tijdens de Gemenebestspelen in Auckland en passeerde als vijfde in 2:42.10,6 uur de finishlijn.
Een jaar later werd Richards nog tweede op de Britse atletiekkampioenschappen. Hij was toen al 41 jaar oud.

## Titels
- Welsh kampioen marathon - 1950, 1955, 1956

## Persoonlijk record
| Onderdeel | Tijd    | Jaar         | Plaats   |
| --------- | ------- | ------------ | -------- |
| marathon  | 2:29.54 | 26 juni 1954 | Chiswick |

## Palmares

### marathon
- 1939: 4e Polytechnic in Chiswick - 2:50.26
- 1939:  marathon van Glasgow - 2:52.48
- 1943:  Polytechnic in Chiswick - 2:55.13
- 1944:  Polytechnic in Chiswick - 2:56.39,6
- 1945:  Polytechnic in Chiswick - 2:48.45,6
- 1945:  marathon van Rugby - 2:52.37
- 1945:  marathon van Wolverhampton - 2:57.49
- 1946: 4e marathon van Chiswick - 2:43.15
- 1946:  Britse (AAA-)kamp. - 2:44.10
- 1947:  Britse (AAA-)kamp. - 2:36.07
- 1947:  marathon van Chiswick - 2:37.29,4
- 1947:  marathon van Rugby - 2:43.03,4
- 1948:  OS - 2:35.07,6
- 1948:  Britse (AAA-)kamp. - 2:38.03
- 1949:  Britse (AAA-)kamp. - 2:38.08
- 1949:  marathon van Enschede - 2:24.04 (te kort parcours)
- 1950: 5e Gemenebestspelen in Auckland - 2:42.10,6
- 1951:  Britse (AAA-)kamp. - 2:37.02
- 1951:  marathon van Enschede - 2:39.46,2
- 1952:  marathon van Port Talbot - 2:30.40,6
- 1953: 4e Welsh kamp. in Cardiff - 2:35.02
- 1954: 6e Polytechnic in Chiswick - 2:29.59
- 1955:  Welsh kamp. in Cardiff - 2:35.42
- 1957:  Welsh kamp. in Cardiff - 2:44.02
- 1957:  Britse kamp.